# Salam Ranjan Singh
Salam Ranjan Singh (Manipur, India, 4 de diciembre de 1995) es un futbolista de la India que juega en la posición de defensa central. Desde el 2023 juega con el Gokulam Kerala de la I-League.

## Carrera

### Club
| Periodo   | Club                        | Apariciones | Goles |
| --------- | --------------------------- | ----------- | ----- |
| 2013-2016 | Pune FC                     | 16          | 0     |
| 2015–2016 | → Bengaluru FC (cedido)     | 3           | 0     |
| 2016      | → NorthEast United (cedido) | 2           | 0     |
| 2017      | Bengaluru FC                | 11          | 1     |
| 2017–2019 | East Bengal                 | 21          | 0     |
| 2019–2020 | ATK FC                      | 4           | 0     |
| 2020–2021 | ATK Mohun Bagan FC          | 1           | 0     |
| 2021–2023 | Chennaiyin FC               | 3           | 0     |
| 2023      | TRAU FC                     | 7           | 0     |
| 2023-     | Gokulam Kerala              | 10          | 0     |

### Selección nacional
Jugó con India sub-23 en tres partidos de los Juegos del Sur Asiático en 2016. Un año después debuta con India y juega en la Copa Asiática 2019.

## Logros

### Club
- I-League: 2015-16

### Selección nacional
- Copa Intercontinental: 2018